# Протекторат Южная Нигерия
Южная Нигерия была протекторатом Великобритании в южной части современной Нигерии, созданным 1 января 1900 года соединением Протектората дельты Нигера и части земель Королевской компании Нигера (ниже города Локоджа по течению Нигера).
В 1906 году была присоединена колония Лагос и территория стала официально именоваться Колония и Протекторат Южная Нигерия. В 1914 году Южная Нигерия была объединена с Северной Нигерией создав единую колонию — Нигерия. Объединение было сделано по экономическим, а не политическим причинам — Северная Нигерия имела существенный дефицит бюджета, а колониальная администрация стремилась использовать профицит бюджета в Южной Нигерии для выравнивания баланса.

## Система управления
С вождями игбо и других народностей представителями Королевской компании Нигера заключались соглашения, по которым вожди оставались формально независимыми, основной их функцией стал сбор налогов и передача собранных доходов британцам. Вожди осуществляли правосудие, при этом британские колониальные администраторы были высшей судебной инстанцией.